# Edorta Jimenez

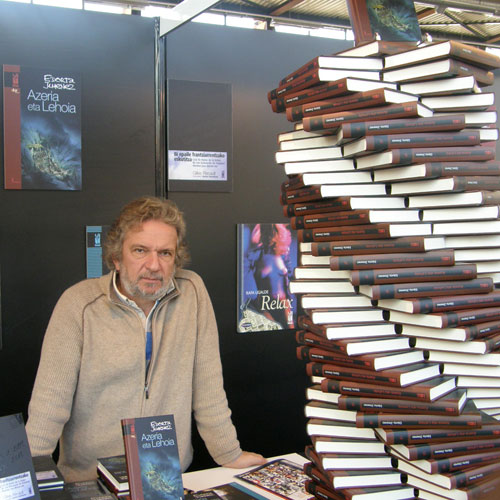
Edorta Jimenez

Edorta Jimenez (* 8. November 1953 in Mundaka) ist ein baskischer Schriftsteller.

## Leben
Edorta Jimenez wurde 1953 in Mundaka (Bizkaia) geboren. Er arbeitet als Seemann, Übersetzer und Autor, schreibt Kolumnen und Drehbücher, hält Vorträge über Literatur auch an Schulen und engagiert sich für den Erhalt des Naturschutzgebietes Urdaibai. Vielseitigkeit, Skepsis gegenüber vermeintlichen Wahrheiten sowie ein bildhafter Erzählstil sind für sein literarisches Schaffen charakteristisch.

## Werke auf Baskisch
Oft wählt er Mundaka und die baskische Küste als Thema und Kulisse. Unter dem Namen Omar Nabarro veröffentlichte er sechs Gedichtbände. Für seine Kurzgeschichtensammlung Atoiuntzia erhielt er 1990 den Gabriel-Aresti-Preis. Weitere Preise folgten. Baleen berbaroa (1997, Die Stimme des Wals) konzipierte Jimenez als Auftakt einer Trilogie. Der Roman schildert den Lebensweg eines Seemanns zur Zeit der Renaissance. Mit Sukar ustelaren urtea (Das Jahr des Typhus) folgte 2004 der zweite, und Azeria eta lehoia wurde 2007 als dritter und letzter Band veröffentlicht.
Während der Recherchen zu Hemingway eta euskaldunak zerbitzu sekretuetan (2003, Hemingway, die Basken und die Geheimdienste) entstand die Idee zu Kilkerren hotsak (2003, Der Lärm der Grillen). Der Roman erschien 2007 auf Spanisch und Deutsch: der Pahl-Rugenstein Verlag veröffentlichte ihn in der Reihe Zubiak – Baskische Bibliothek. Er thematisiert die Bombardierung Gernikas im spanischen Bürgerkrieg 1936 durch die deutsche Legion Condor, die Hitler zur Unterstützung der Franco-Putschisten entsandt hatte, und den Fall Bilbaos. Der baskische Geheimagent Uriarte arbeitete während dieser Zeit für die Sache der baskischen Autonomie. Er erzählt – viele Jahre später – von den Schrecken des Krieges, seiner Liebe zu Elena und von Begegnungen mit Robert Capa, George Steer und anderen historischen Persönlichkeiten.